# Tarana Muradova
Muradova Tarana (en azéri : Muradova Təranə Hüseyn qızı ; née le 6 août 1965 à Bakou) est une interprète des danses de l'Azerbaïdjan et des peuples du monde, Artiste du peuple de la République d'Azerbaïdjan (1998), boursière personnelle du Président de la République d'Azerbaïdjan.

## Biographie
Depuis 1982, elle travaille comme danseuse au sein de l'Ensemble de danse d'État d'Azerbaïdjan, depuis 1985 comme soliste et de 1995 à 2016 comme maître de ballet de l'ensemble. De 2000 à 2015, elle est directrice du département de chorégraphie d’Art au Gymnasium du Conservatoire national d'Azerbaïdjan.
Le 26 décembre 2016, T. Muradova est nommé vice-recteur aux relations extérieures de l'Académie chorégraphique de Bakou. Elle travaille actuellement à ce poste.
Parallèlement, elle participe étroitement à la création et aux activités d'ensembles de danse pour enfants, adolescents et jeunes en Azerbaïdjan. Ainsi, elle est directrice artistique de l'ensemble de danse pour enfants « Sayyah » et de l'ensemble de danse « Odlar Yurdu ».
Les danses folkloriques azerbaïdjanaises (Naz elema, Qavalla rəgs (Danse avec tambour), Vaghzali, Mirzeyi), les danses espagnoles, tziganes et autres danses folkloriques occupent une grande place dans son répertoire. Elle a joué le rôle d'une jeune fille géorgienne dans le ballet Tour de la vièrge d' Afrasiyab Badalbeyli. Elle s'est produite dans de nombreux pays étrangers et, en tant que maître de danses folkloriques. Depuis plusieurs années elle dirige des cours de pratique en Autriche.
En plus de ses activités de danse Tarana Muradova a été présidente de la Société austro-azerbaïdjanaise à mission caritative pendant 12 ans.